# Бекаа

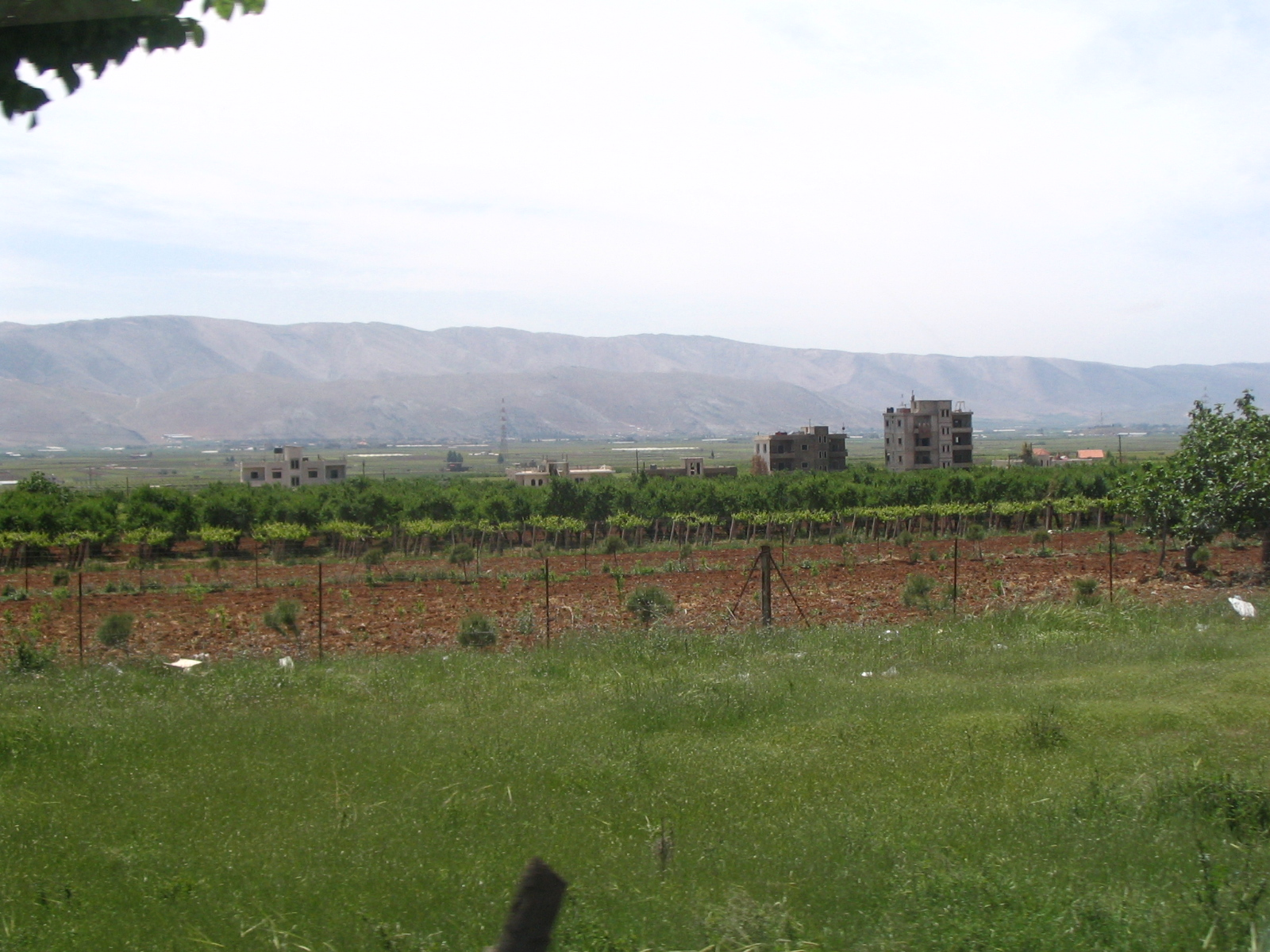
Виноградники біля Захла

34°00′32″ пн. ш. 36°08′43″ сх. д. / 34.008888888889° пн. ш. 36.145277777778° сх. д.

Долина Бекаа — долина на сході Лівану, один з найважливіших сільськогосподарських районів країни.

## Географія
Родюча долина, розташована за 30 км на схід від Бейрута, між гірськими хребтами Ліван і Антиліван. Є північним краєм Східно-Африканської рифтової долини. Має загальну довжину близько 120 км, середню ширину близько 16 км. Клімат середземноморський зі спекотним сухим літом і холодною сніжною зимою. У регіон надходить обмежена кількість атмосферних опадів, особливо на її півночі, тому що хребет Ліван створює дощовий сутінок, який не пропускає вологі морські повітряні маси. Північна частина має середню річну кількість опадів 230 мм, в порівнянні з 610 мм у Центральній долині. У долині беруть початок річка Оронт, яка потім тече в Сирії, в Туреччині і впадає в Середземне море в затоці Антак'я, і Літані, яка є однією з найважливіших водних артерій Лівану.
Найбільше місто в долині — Захла, центр провінції Бекаа.

## Вина
Долина Бекаа — дім для найвідоміших ліванських виноградників та винних льохів. Виробництво вина — традиція, яка має історію в майже 6000 років у цій місцевості. При середній висоті 1000 м над рівнем моря, клімат долини дуже підходить для виноградників. Рясні дощі взимку і багато сонця влітку допомагають винограду швидко дозрівати. Налічують більше десятка винних заводів в долині Бекаа, які виробляють понад 6 мільйонів пляшок вина на рік.